# 姚公白
姚公白（1948年9月28日—），古琴演奏家，浙派姚門傳承人，姚丙炎之子。國家級非物質文化遺產項目古琴藝術代表性傳承人。現任中國崑劇古琴研究會副會長。香港志蓮淨苑文化部研究員。
其音樂繼承了浙派姚門的「節奏明快、細膩精當、清新淡雅、寓動於靜，右手輕靈、乾淨、揮灑自如」等特點，以彈奏姚丙炎打譜之琴曲最有心得。亦曾打譜《神奇秘譜》的〈高山〉、〈鶴鳴九皋〉、〈澤畔吟〉、〈頤真〉等曲。在古琴的古代指法、琴曲演變以及律學等方面亦頗有研究。

## 生平
姚公白於民國三十七年（1948年）出生於杭州，少時舉家遷居上海，從父親姚丙炎學琴，後受教於吳振平、張子謙等人。
起初姚丙炎不太願意教姚公白彈琴，姚公白只得偷聽自學。文革期間姚公白赴雲南勞動，曾因無琴可用，以桌劃線，口唱譜字練習。多年後，姚丙炎發現姚公白不忘彈琴，為其感動，才正式教他彈琴。後來，姚公白受沈仲章贈一張元代朱致遠所斲的琴，便攜帶此琴往返滇滬之間，前後達十多年。
1984年返回上海後，先後任教於江蘇太倉市明德學校、上海黃浦區旅遊職校，擔任數學教師。曾為中國音樂家協會江蘇分會會員、今虞琴社理事。2008年成為國家級非物質文化遺產項目古琴藝術代表性傳承人。2009年9月起，為香港志蓮淨苑文化部研究員，並移居香港，專心於琴學研究、整理姚丙炎遺稿以及教學。
和林友仁交情甚篤，曾因手速極快被林戲稱為「老鬼」。
2019年時將〈鶴鳴九皋〉打譜手稿捐贈給中國國家圖書館。

## 音樂風格
- 「節奏明快、細膩精當、清新淡雅、寓動於靜，右手輕靈、乾淨、揮灑自如」[2]
- 擅長曲目甚多，最精於浙派姚門的〈烏夜啼〉、〈大胡笳〉、〈神奇秘譜﹒流水〉、〈廣陵散〉、〈孤館遇神〉、〈秋宵步月〉等曲。[5][14]

## 演出及演講
姚公白致力於古琴音樂的傳承與推廣，其演出和演講列舉如下：
- 1985年在第三次全國打譜交流會上，發表他打譜的《神奇秘譜》本〈高山〉與〈鶴鳴九皋〉二曲。
- 1986年在上海音樂學院舉辦之「姚丙炎琴學成就」系列活動中，進行專題學術報告及參與姚丙炎打譜曲之演奏會。
- 1994年，參加北京中國藝術研究院音樂研究所主辦的「中國古琴名琴名曲國際鑒賞會」。
- 2006年，在日中友好協會的邀請下，參加日中傳統音樂交流會，進行「中國古琴音樂」的專題介紹及舉行「古琴獨奏音樂會」。
- 2006年起，多次受香港大學、[15]香港城市大學、香港科技大學、香港中文大學、香港志蓮淨苑之邀請舉行講座或音樂會。
- 2014年，應中國昆劇古琴研究會之邀，參加「良辰美景——2014年非遺演出季」之古琴音樂會。
- 2015年起，多次與好友吳自英合作，在香港、貴陽、上海、浙江等地舉辦「海上清音——吳自英、姚公白古琴演奏會」系列音樂會，將這位移居美國多年的琴家重新介紹回中國。[16][17][18]
- 2018年，參與北京「文化與自然遺產日」之「非遺演出季」之「泰山北斗映藍天」公益演出活動。
- 2019年在中國國家圖書館的《琴曲鉤沉》新書發佈會上，發表「姚丙炎及其琴學琴樂」之專題演講。[4]
- 2019年在国图艺术中心和姚公敬一同舉辦「姚门琴韵——姚公白、姚公敬古琴音乐会」，這是兄弟二人首度在內地同臺演出。[19]

## 作品

### 專輯
| 專輯名稱                             | 發行日期 | 發行公司           | 曲目 | 備註                                                                 |
| ------------------------------------ | -------- | ------------------ | --- | -------------------------------------------------------------------- |
| 《姚門琴韻》（與姚丙炎、姚公敬合輯） | 1991年   | 雨果唱片           | 曲目 1. 〈古風操〉 2. 〈秋宵步月〉 3. 〈流水〉 4. 〈小胡笳〉 |                                                                      |
| 《皇響──姚公白の古琴》               | 1998年   | 國王唱片           | 曲目 1. 〈大胡笳〉 2. 〈楚歌〉 3. 〈澤畔吟〉 4. 〈華胥引〉 5. 〈秋月照茅亭、山中思友人〉 6. 〈忘憂〉 7. 〈烏夜啼〉 8. 〈廣陵散〉 9. 〈孤館遇神〉 10. 〈鶴鳴九皋〉 11. 〈酒狂〉 | 1997年於上海錄音，內容與1999年出版的《中国の古琴／宮廷の旋律》相同。 |
| 《鶴鳴九皋》（與林友仁合輯）         | 2005年   | 德音文化           | 曲目 1. 〈秋宵步月〉 2. 〈古風操〉 3. 〈鶴鳴九皋〉 4. 〈烏夜啼〉 |                                                                      |
| 《鳳凰和鳴》（和成公亮、丁承運合輯） | 2009年   | 浙江文藝音像出版社 | 曲目 彩鳳鳴岐 1. 〈古風操〉 2. 〈頤真〉 3. 〈烏夜啼〉 來凰 1. 〈忘憂〉 2. 〈良宵引〉 3. 〈屈原問渡〉                                                                           | 使用浙江博物館藏「彩鳳鳴岐」及「來凰」錄音。                         |

### 其它錄音
| 曲目                    | 收錄專輯                        | 發行日期 | 發行公司 | 備註                                                      |
| ----------------------- | ------------------------------- | -------- | -------- | --------------------------------------------------------- |
| 〈烏夜啼〉              | 《中國古琴名家名曲2：瀟湘水雲》 | 1994     | 風潮音樂 | 1994年4月2日至3日錄製於北京「中國古琴名琴名曲國際鑒賞會」 |
| 〈玄默〉 〈山中思友人〉 | 《中國民族樂器典藏・中國古琴》  | 2017     | 龍音製作 | 2012年錄音                                                |

### 著作
- 《今虞琴刊》續集（1997年）
- 《唐代陳拙論古琴指法》（姚丙炎著，姚公白整理，香港：恕之齋，2005年）
- 《琴曲鈎沉》上卷（姚丙炎著，姚公白整理，香港：恕之齋，2007）
- 《姚丙炎古琴藝術》（姚公白整理，香港：龍音，2017年）
- 《琴曲鉤沉》（姚丙炎著，姚公白整理，北京：中華書局，2018年）
- 《姚丙炎琴學手稿》（姚丙炎著，姚公白整理，北京：中華書局，2021年，ISBN 9787101153231）

### 論文
- 〈姚丙炎古琴打譜〉，載《音樂藝術》1992年第1期，頁24-30。
- 〈山中憶故人──寫在張師子謙誕辰110周年〉，載《音樂愛好者》，頁41-42，2009年12月。
- 〈授人以渔──古琴家徐元白与姚丙炎〉，載《音樂愛好者》，頁40-42，2012年3月。
- 中國歷史文獻研究會編，〈但曲七曲之辨〉，載《歷史文獻研究》總第34輯，上海：華東師範大學出版社，頁129-136。

## 外部連結
- 瀞和琴社暨姚公白古琴工作室的Facebook專頁
- YouTube上的姚公白彈奏《神奇秘譜》本〈白雪〉（页面存档备份，存于），姚丙炎打譜，姚公白整理並記譜
- 《皇響──姚公白の古琴》在Allmusic上的頁面 （页面存档备份，存于）
- 非物質文化遺產保護講座月第二講——琴曲探析 （页面存档备份，存于），2014年6月15日
- 講座「中國古琴藝術的傳承與發展」 （页面存档备份，存于），2018年11月28日，香港城市大學
- 网易云音乐：成公亮、丁承运、姚公白使用浙博藏“彩凤鸣岐”和“来凰”录制的《凤凰合鸣》专辑（页面存档备份，存于）
- 講座「傾聽古琴音樂」- 北大古琴傳承計劃 （页面存档备份，存于）
- 訪談「疫情时期古琴志：姚公白」- 北大古琴傳承計劃 （页面存档备份，存于）
- 非遗传承人讲座视频分享 | 琴曲钩沉: 姚丙炎及其琴学琴乐——姚公白 （上） - 国图艺术中心 （页面存档备份，存于）
- 非遗传承人讲座视频分享 | 琴曲钩沉: 姚丙炎及其琴学琴乐——姚公白 （下） - 国图艺术中心 （页面存档备份，存于）
- 林友仁與姚公白訪談（《上海采風月刊》） （页面存档备份，存于）
- YouTube上的姚公白專訪「古琴大師如何看巔峰表現」